# Valina deshidrogenasa
La enzima Valina deshidrogenasa EC 1.4.1.8 cataliza la reacción de deaminación oxidativa de la valina a 3-metil-2-oxobutanoato y amoníaco.
L-valina + H2O + NADP+ {\displaystyle \rightleftharpoons } 3-metil-2-oxobutanoato + NH3 + NADPH
Esta enzima utiliza exclusivamente NADPH como aceptor de electrones.
La valina deshidrogenasa conjuntamente con las glutamato deshidrogenasas, fenilalanina deshidrogenasa, y leucina deshidrogenasa están estructuralmente y funcionalmente relacionadas. Un residuo conservado de lisina localizado en la región rica en glicina está implicado en el mecanismo catalítico.